# Dentelles

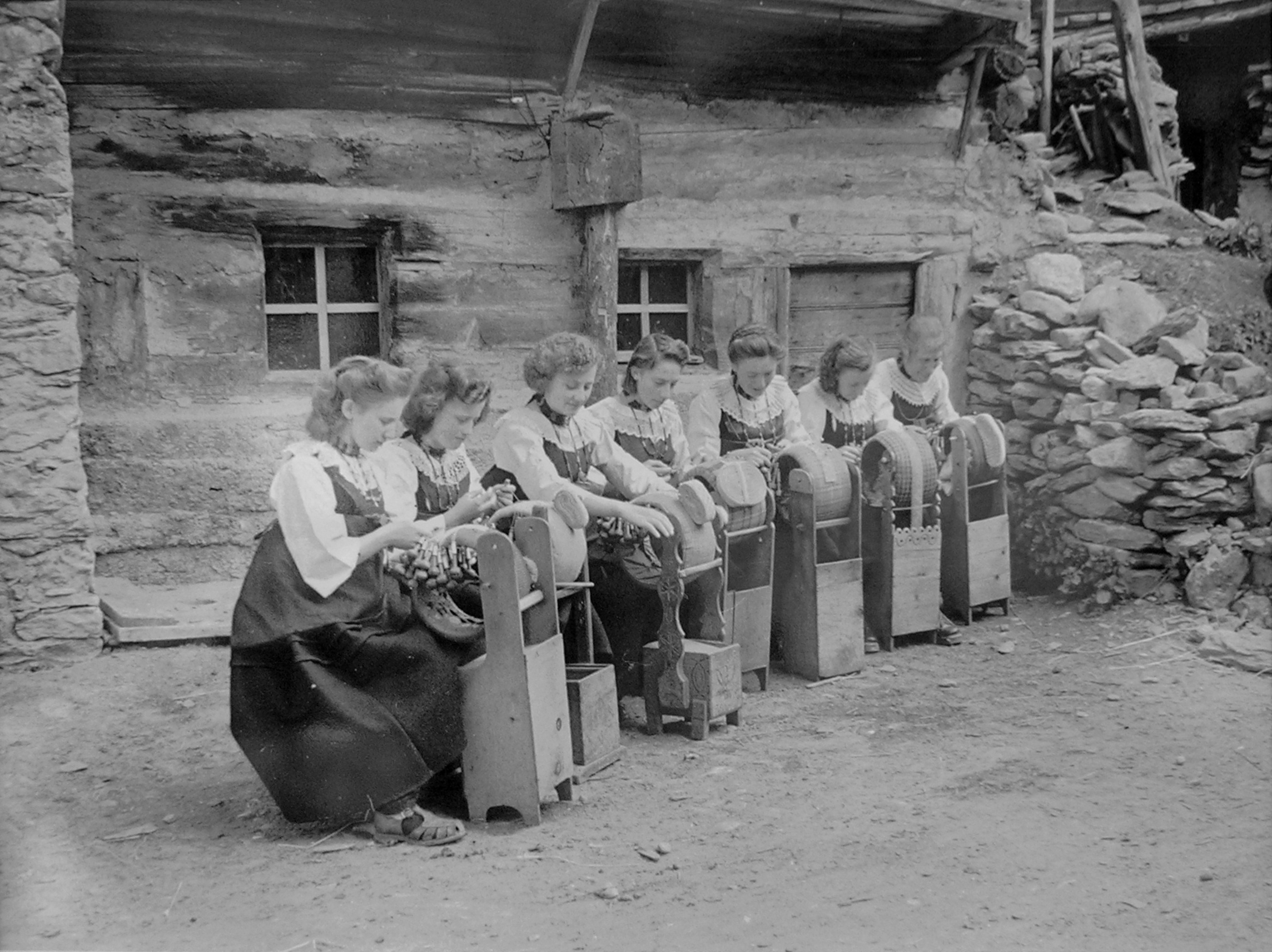
Dentellières di Cogne in una foto d'epoca

Les Dentelles (pron. fr. AFI: [dɑ̃tɛl]) sono i tipici pizzi di Cogne, in Valle d'Aosta, lavorati al tombolo. Il termine femminile dentelle, che in lingua francese denota genericamente il merletto, proviene dalla parola  dent (= dente), anch'essa femminile, in riferimento alla forma dei bordi merlettati. Gli uomini e le donne che li tessono sono definiti rispettivamente Dentelliers e Dentellières.

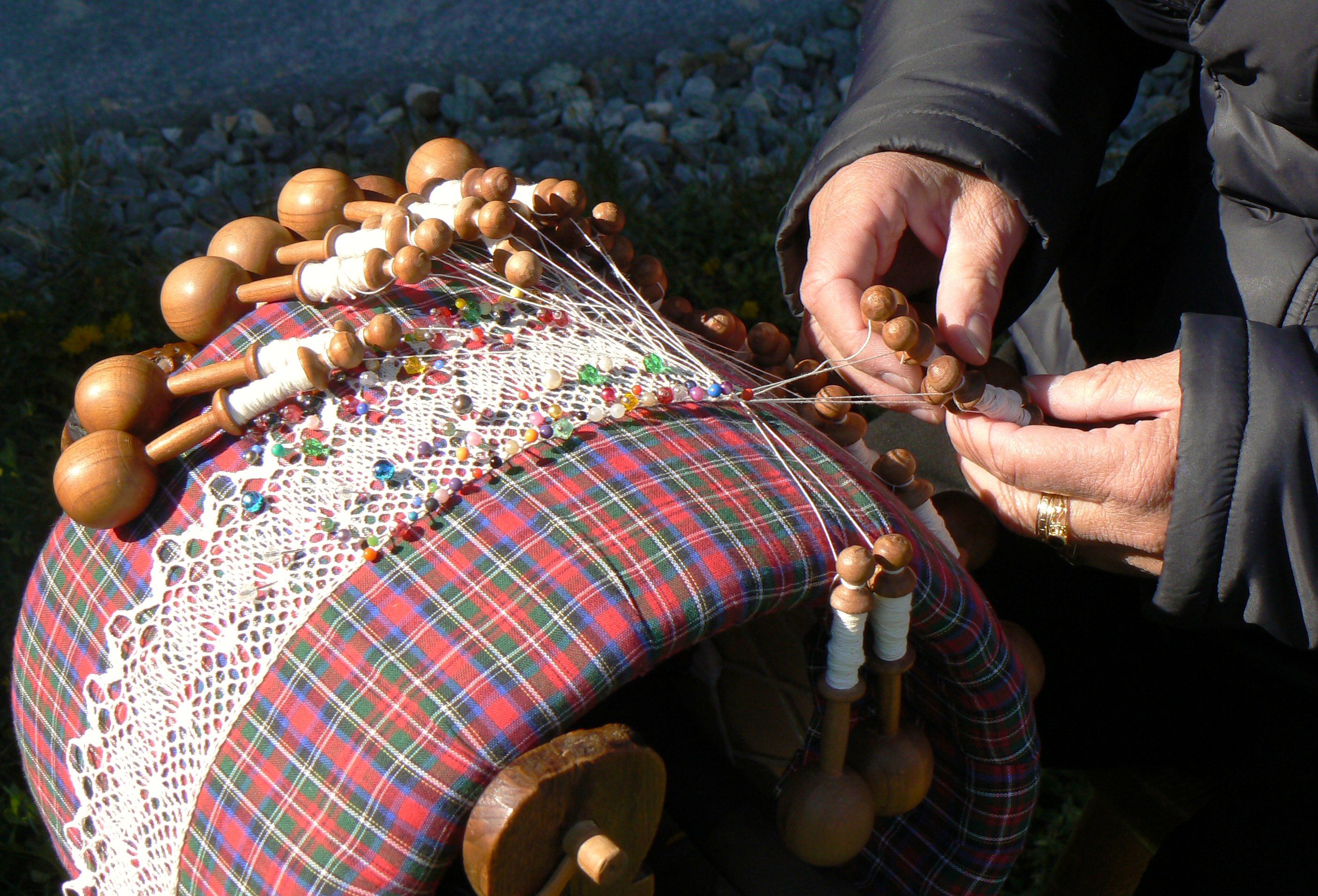
Una dentellière al lavoro

## Storia
La tradizione ha inizio nell'anno 1665, quando alcune monache benedettine fuggite dal monastero di Cluny si rifugiarono in Valle d'Aosta. Le religiose, ospitate in alcune località della regione, insegnarono alle donne del luogo l'arte del pizzo al tombolo.

## Il tombolo

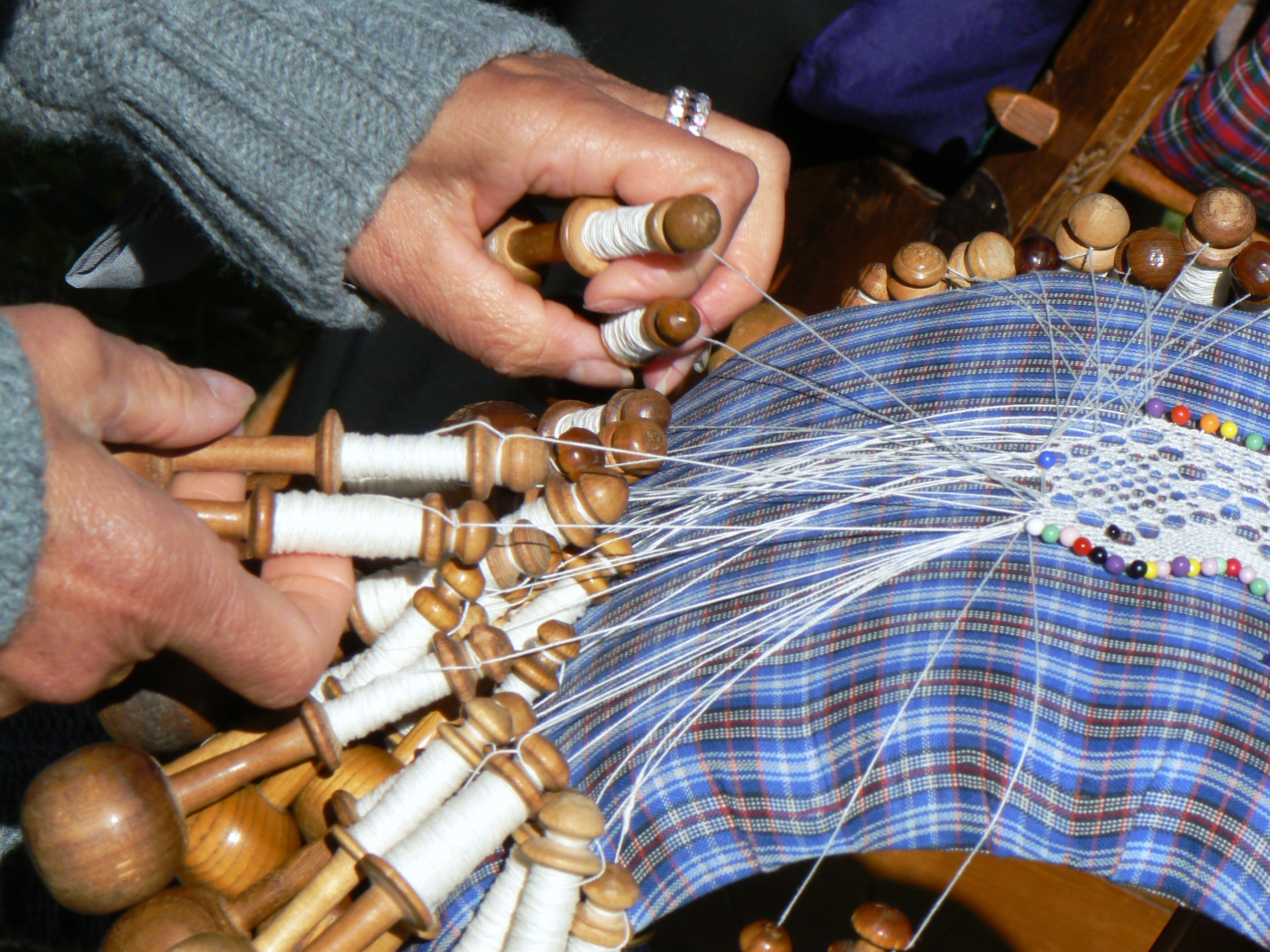
Particolare di lavorazione con i tipici fuselli

Il tombolo di Cogne è costituito da un supporto detto cavalot, mobiletto in legno con intagliato un rosone, il monogramma di Cristo, l'anno di fabbricazione e nome della prima proprietaria, che regge il coessein, il tombolo vero e proprio, a forma di largo cilindro imbottito di paglia o lana; completano la dotazione numerosi fuselli con la tipica impugnatura sferica.
La caratteristica di questo merletto è di essere eseguito senza l'aiuto di disegni di base, viene realizzato al tombolo in modo del tutto mnemonico, producendo strisce della larghezza di pochi centimetri fino a quella massima di cm. 7/8.
La materia prima è rappresentata dal filo, una volta in canapa, ora in lino grezzo o sbiancato.

## Oggi

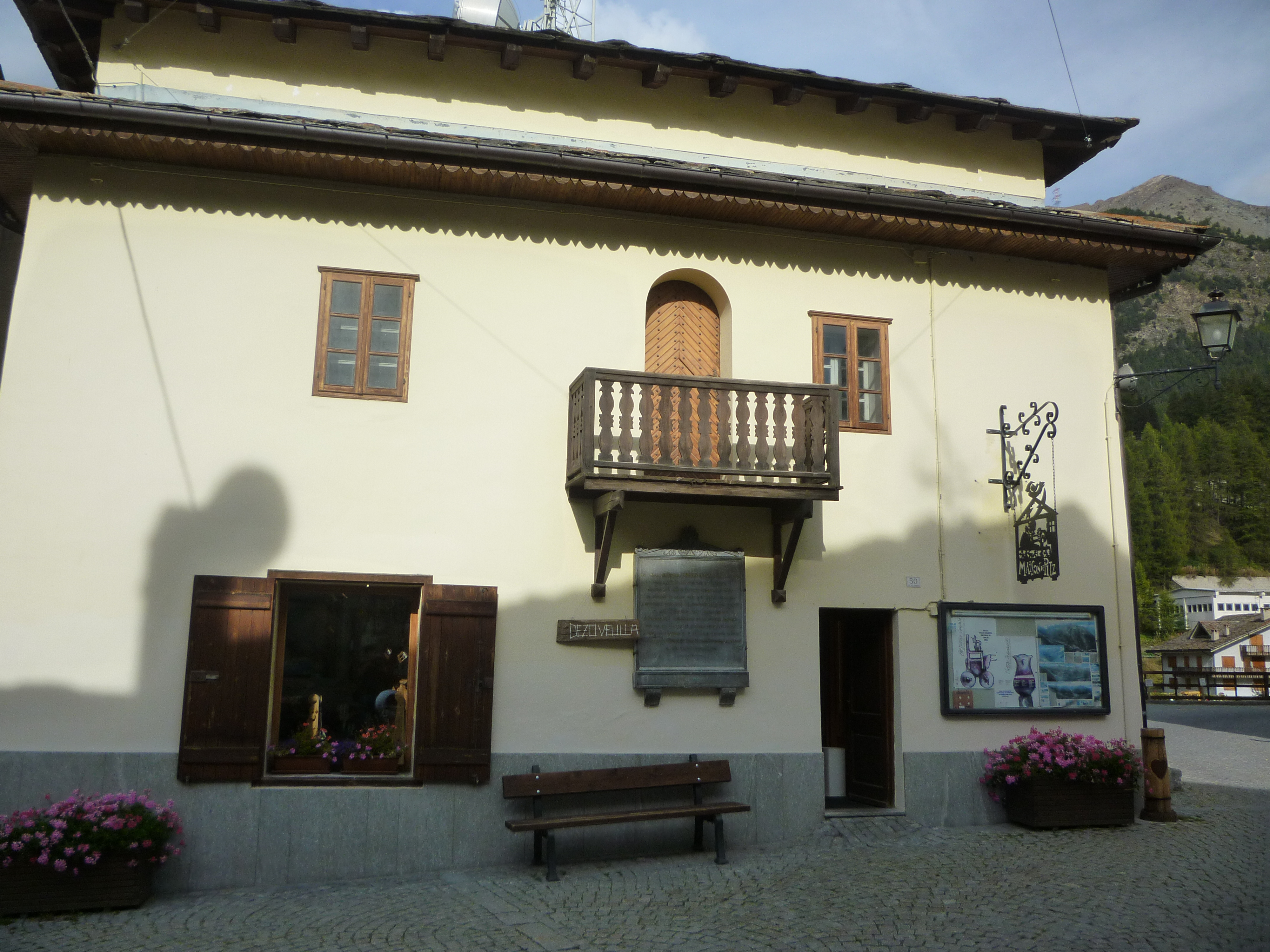
La Mèison di pitz, museo dei pizzi situato in via César-Emmanuel Grappein

La tradizione viene portata avanti, ancora oggi, dalla cooperativa "Les Dentellières de Cogne". Ai pizzi e alla loro lavorazione è dedicata l'esposizione permanente nella Mèison di pitz.